# Pescennius Niger
Gaius Pescennius Niger Augustus, född cirka 135 i Aquinum, död i april 194 vid Antiochia i nuvarande Syrien, var romersk kejsare 193–194.
Gaius Pescennius Niger Augustus var guvernör i Syrien och utropade sig till romersk kejsare (Augustus) i april 193 under det turbulenta femkejsaråret. Pescennius Niger fick stöd av både det vanliga folket i staden Rom och guvernörer i romarrikets östliga provinser. Men efter en serie strider med Septimius Severus hade Niger ingenting att sätta emot och dödades utanför Antiochia.